# شوخی با دیک و جین (فیلم ۲۰۰۵)
شوخی با دیک و جِین یا تفریح با دیک و جِین (به انگلیسی: Fun with Dick and Jane) فیلم کمدی ساخته‌شده در سال ۲۰۰۵ به کارگردانی دین پاریزو است که فیلم‌نامهٔ آن را جود آپاتو نوشته‌است. جیم کری، کمدین معروف هالیوود و تیا لئونی نقش‌های اصلی این فیلم را بازی می‌کنند و الک بالدوین هم در نقش منفی فیلم ظاهر شده‌است. این فیلم در واقع بازسازی فیلمی به همین نام با بازی جین فوندا و جرج سیگال، ساختهٔ سال ۱۹۷۷ است، اما استقلال خود را در نماها و صحنه‌های کمدی حفظ کرده و بسیاری آن را از نسخهٔ اصلی بهتر دانسته‌اند.
شوخی با دیک و جین در اوایل ماه مه ۲۰۲۰ و در روزهای اوج شیوع ویروس کرونا به یکی از پربیننده‌ترین عناوین نت‌فلیکس تبدیل شد.

## خلاصهٔ داستان
داستان فیلم دربارهٔ مهندس ریچارد دیک هارپر (جیم کری) و همسرش جِین (تیا لئونی) است که زندگی زناشویی‌شان بسیار خوب و رو به ترقی است؛ اما دیک، درست کمی بعد از ارتقای سمتش، از کار بی‌کار می‌شود و پس از مدتی زن و شوهر برای گذران زندگی به سرقت و کارهای خلاف روی می‌آورند….